# Safo (Niger)
Safo ist eine Landgemeinde im Departement Madarounfa in Niger.

## Geographie

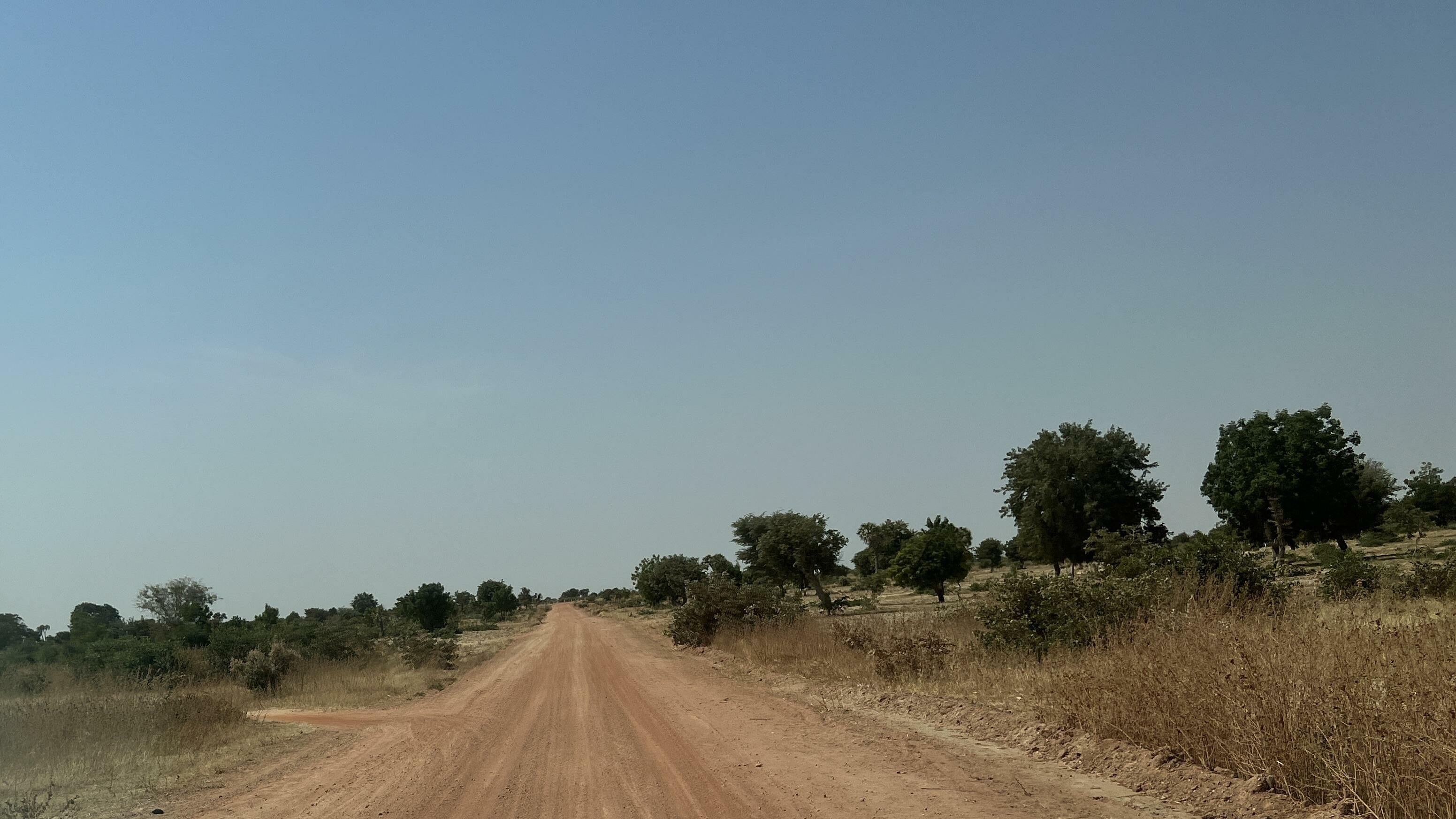
Eine Landstraße in der Gemeinde Safo (2023)

Safo liegt in der Großlandschaft Sudan und grenzt im Südwesten an den Nachbarstaat Nigeria. Die Nachbargemeinden in Niger sind Tibiri im Nordwesten, Sarkin Yamma im Norden, Maradi im Nordosten, Djiratawa im Osten, Madarounfa im Südosten und Gabi im Süden. Bei den Siedlungen im Gemeindegebiet handelt es sich um 59 Dörfer, zehn Weiler und neun Lager. Der Hauptort der Landgemeinde ist das Dorf Safo. Weitere größere Dörfer sind Riadi und Soumarana.
Durch die Gemeinde verläuft das Trockental Goulbi de Maradi. Die Niederschlagsmessstation im Hauptort liegt auf 350 m Höhe und wurde 1959 in Betrieb genommen. Die durchschnittliche jährliche Niederschlagsmenge in Safo beträgt 507 Millimeter, die Anzahl der Regentage im Jahr durchschnittlich 35 (Messzeitraum 1995–2006). Der Wald von Baban Rafi, der sich auch über weitere Gemeinden erstreckt, ist das größte Waldgebiet in der Region Maradi.

## Geschichte
Die französische Kolonialverwaltung richtete 1944 einen Kanton in Safo ein. Das Dorf Safo war im 20. Jahrhundert ein Zentrum der Weberei. Die Weber spezialisierten sich auf mit Indigo gefärbte Schurze und Umhänge, die typisch für die Kleidung der Tuareg sind. Ihre Produkte wurden auf Märkten in Maradi und Tessaoua in Niger sowie in Jibia, Kano und Katsina in Nigeria verkauft. Die Weber-Familien von Safo wandten sich Ende des 20. Jahrhunderts anderen Berufen zu. Im Jahr 2002 ging im Zuge einer landesweiten Verwaltungsreform aus dem Gebiet des Kantons Safo die Landgemeinde Safo hervor. Die Nachbargemeinde Djiratawa erhob ab 2008 Gebietsansprüche auf das Dorf Riadi.

## Bevölkerung
Bei der Volkszählung 2012 hatte die Landgemeinde 76.454 Einwohner, die in 10.368 Haushalten lebten. Bei der Volkszählung 2001 betrug die Einwohnerzahl 53.631 in 7980 Haushalten.
Im Hauptort lebten bei der Volkszählung 2012 5632 Einwohner in 734 Haushalten, bei der Volkszählung 2001 3801 in 565 Haushalten und bei der Volkszählung 1988 3247 in 544 Haushalten.
In ethnischer Hinsicht ist die Gemeinde ein Siedlungsgebiet von Katsinawa, Gobirawa, Fulbe und Tuareg. Safo ist zudem ein traditionelles Zentrum der Azna.

## Politik
Der Gemeinderat (conseil municipal) hat 20 gewählte Mitglieder. Mit den Kommunalwahlen 2020 sind die Sitze im Gemeinderat wie folgt verteilt: 7 CPR-Inganci, 7 PNDS-Tarayya, 3 MDEN-Falala, 1 LRD-Jimiri, 1 MPN-Kiishin Kassa und 1 RSD-Gaskiya.
Jeweils ein traditioneller Ortsvorsteher (chef traditionnel) steht an der Spitze von 54 Dörfern in der Gemeinde, darunter dem Hauptort.

## Wirtschaft und Infrastruktur
Die Gemeinde liegt in jener schmalen Zone entlang der Grenze zu Nigeria, die von Tounouga im Westen bis Malawa im Osten reicht und in der Bewässerungsfeldwirtschaft für Cash Crops betrieben wird. Das staatliche Versorgungszentrum für landwirtschaftliche Betriebsmittel und Materialien (CAIMA) unterhält eine Verkaufsstelle im Hauptort. Im Dorf Tarna befindet sich ein Stützpunkt des staatlichen agronomischen Forschungsinstituts Institut National de Recherches Agronomiques du Niger (INRAN).
Gesundheitszentren des Typs Centre de Santé Intégré (CSI) sind im Hauptort sowie in den Siedlungen Baban Rafi und Lilli vorhanden. Das Gesundheitszentrum im Hauptort verfügt über ein eigenes Labor und eine Entbindungsstation. Der CEG Safo ist eine allgemein bildende Schule der Sekundarstufe des Typs Collège d’Enseignement Général (CEG). Beim Centre de Formation aux Métiers de Safo (CFM Safo) handelt es sich um ein Berufsausbildungszentrum.
Durch die Gemeinde verläuft die Nationalstraße 18 zwischen der Regionalhauptstadt Maradi und der Staatsgrenze mit Nigeria. Im Dorf Guidan Daouda zweigt die Landstraße RR4-002 nach Maraka ab.